# Chiesa di San Lorenzo (Lodi)
La chiesa di San Lorenzo fu probabilmente la prima chiesa di Lodi ad essere completata: la sua costruzione, infatti, venne iniziata nel 1159 (un anno dopo rispetto a quella del Duomo), ma richiese meno lavoro della Cattedrale.

## La facciata
La facciata, tipicamente romanica, è caratterizzata da due lesene semi-cilindriche e da un grande rosone incorniciato in cotto, al di sopra del quale è posta l'edicola con la statua del santo.

## L'interno

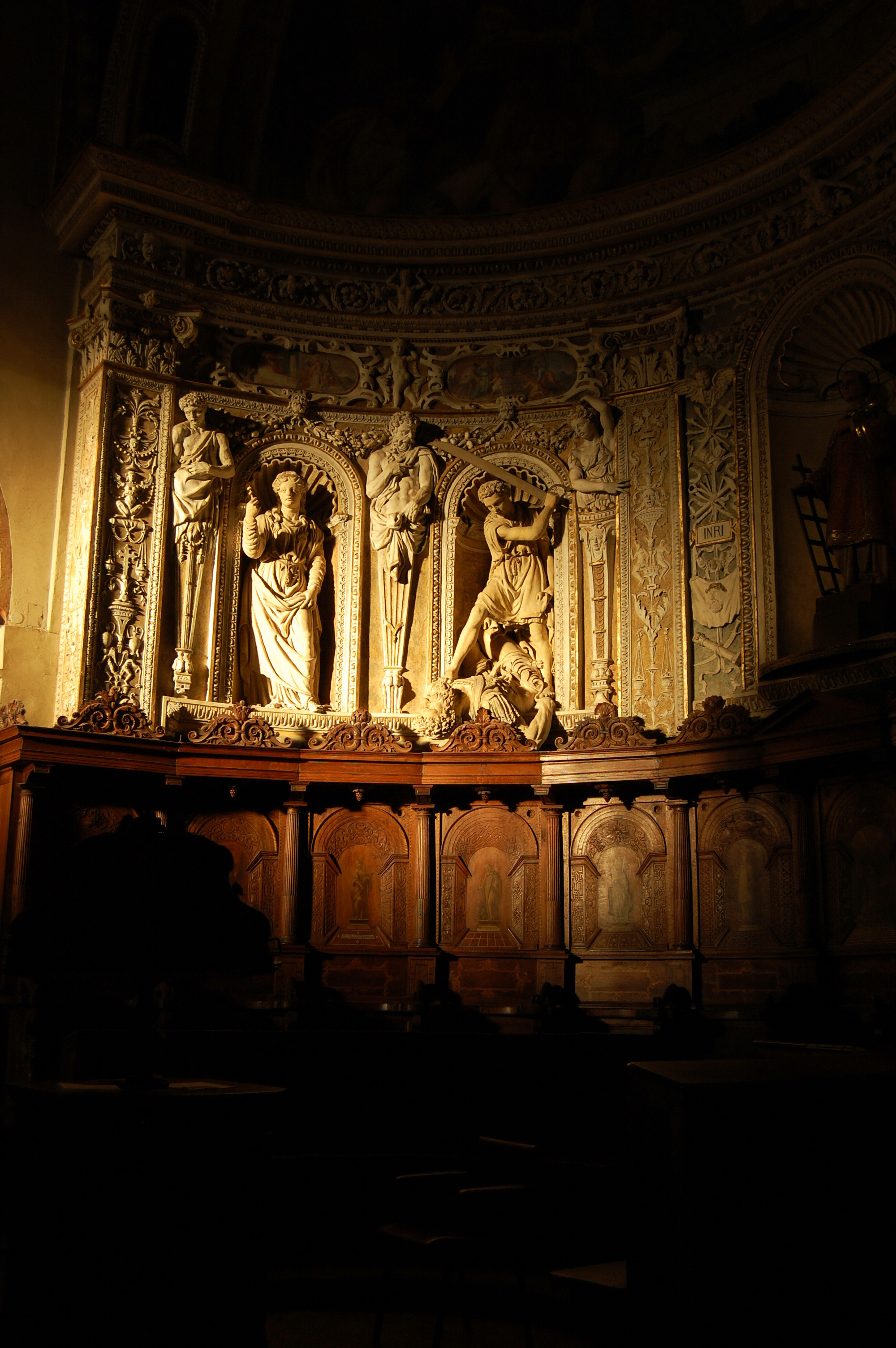
Particolare degli stucchi dell'abside realizzati da Antonio Abondio

All'interno si trovano numerose opere d'arte. Nel 1538 il giovane preposto Matteo Camola chiamò gli artisti lodigiani più quotati di allora (i fratelli Piazza) e commissionò loro la decorazione di tutta la zona absidale, compresa la tribuna e i pilastri contigui. Risalente a questo periodo è l'affresco della Resurrezione.
Nella navata laterale destra c'è un affresco degli anni Quaranta del Cinquecento, raffigurante la Madonna con Bambino fra Santa Caterina e Santa Lucia, opera di Francesco Carminati detto Soncino.
In seguito, lo sviluppo architettonico della chiesa venne influenzato dallo spirito della Controriforma e dall'opera di San Carlo Borromeo: nel 1560 vi furono interventi strutturali sulla muratura; nel 1565 si pensò ad una nuova decorazione dell'abside: ad Antonio Abondio venne commissionata la decorazione a stucco, e a Giovanni da Monte la realizzazione delle decorazioni pittoriche e delle modifiche che si sarebbero rese necessarie agli affreschi dei Piazza.

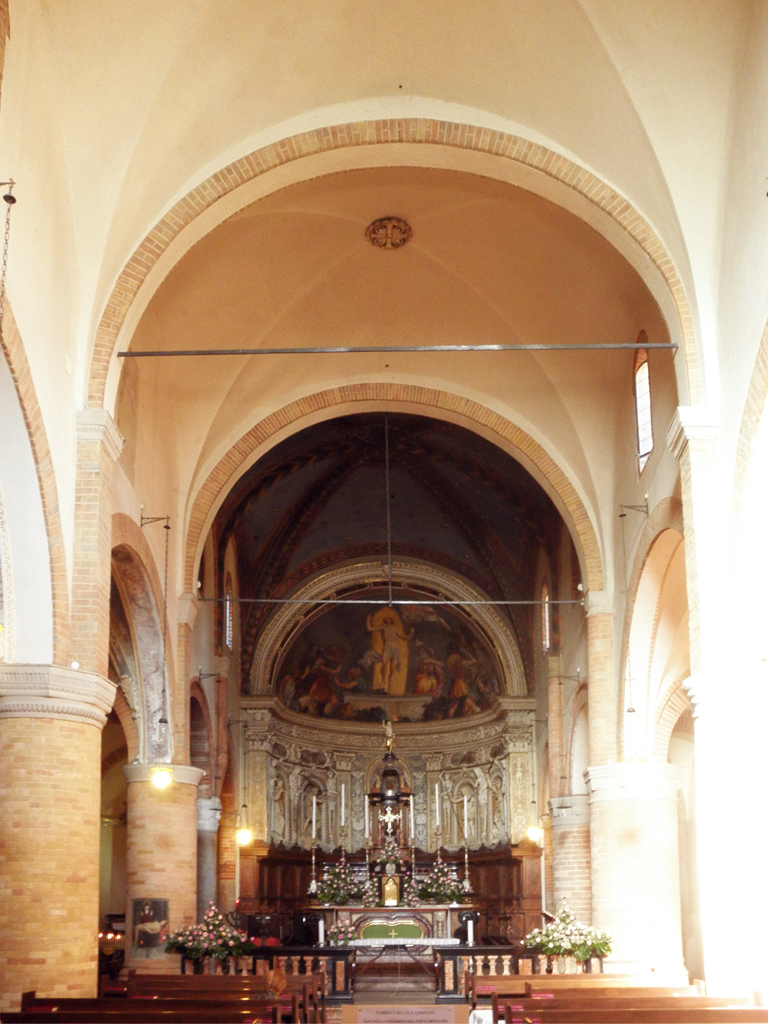
L'interno

Inoltre, secondo i dettami del Concilio di Trento, l'altare che si trovava in fondo all'abside venne collocato al centro del presbiterio, in un'area contornata da una cancellata. Questa nuova sistemazione dava la possibilità ai canonici di avere uno spazio riservato a loro nel semicerchio dell'abside. Per questo motivo, nel 1578 fu commissionato ad Anselmo de' Conti un coro ligneo, per installare il quale si smantellò la parte inferiore degli stucchi realizzati solo pochi anni prima.
Sopra al portale di ingresso è custodito l'organo, costruito da Gaetano Cavalli nel 1882.
Quest'ultimo, è attualmente in pessimo stato, e non più funzionante.